# НХЛ у сезоні 1917—1918
НХЛ у сезоні 1917/1918 — 1-й регулярний чемпіонат НХЛ. Сезон стартував 19 грудня 1917. Закінчився 6 березня 1918. Переможцем Кубку Стенлі став клуб Торонто Арінас (перша перемога).

## Перший сезон новоствореної ліги
26 листопада 1917 створена нова ліга — Національна хокейна ліга, яка замінила Національну хокейну асоціацію. Першим президентом ліги став Френк Колдер. Перший матч зіграли 19 грудня між «Монреаль Вондерерс» та «Торонто» — 10:9. Перший гол на свій рахунок записав захисник Дейв Рітчі, відзначився в матчі двічі. За грою спостерігало 700 глядачів. Клуб «Монреаль Вондерерс» після шести матчів чемпіонату збанкрутів. Другий матч туру «Монреаль Канадієнс» - «Оттава Сенаторс» 7:4.

## Турнірна таблиця

### Перший етап
| Команда            | І  | В  | П | Н | ШЗ | ШП | Очки |
| ------------------ | -- | -- | - | - | -- | -- | ---- |
| Монреаль Канадієнс | 14 | 10 | 4 | 0 | 81 | 47 | 20   |
| Торонто            | 14 | 8  | 6 | 0 | 71 | 75 | 16   |
| Оттава Сенаторс    | 14 | 5  | 9 | 0 | 67 | 79 | 10   |
| Монреаль Вондерерс | 6  | 1  | 5 | 0 | 17 | 35 | 2    |

| Команда            | МК            | ТА             | ОС               | МВ  |
| ------------------ | ------------- | -------------- | ---------------- | --- |
| Монреаль Канадієнс | Х             | 9:2, 5:1, 11:2 | 6:5 от, 9:4, 3:4 | 1:0 |
| Торонто            | 7:5, 6:4, 5:1 | Х              | 11:4, 5:4, 8:2   | 1:0 |
| Оттава Сенаторс    | 4:7, 3:5, 2:5 | 5:6, 9:6, 6:3  | Х                | 9:2 |
| Монреаль Вондерерс | 2:11          | 10:9           | 3:6              | Х   |

### Другий етап
| Команда            | І | В | П | Н | ШЗ | ШП | Очки |
| ------------------ | - | - | - | - | -- | -- | ---- |
| Торонто            | 8 | 5 | 3 | 0 | 37 | 34 | 10   |
| Оттава Сенаторс    | 8 | 4 | 4 | 0 | 35 | 35 | 8    |
| Монреаль Канадієнс | 8 | 3 | 5 | 0 | 34 | 37 | 6    |

| Команда            | ТА          | ОС        | МК       |
| ------------------ | ----------- | --------- | -------- |
| Торонто            | Х           | 3:1, 9:3  | 0:9, 5:3 |
| Оттава Сенаторс    | 1:6, 9:3    | Х         | 6:3, 8:0 |
| Монреаль Канадієнс | 3:7, 5:4 от | 10:4, 1:3 | Х        |

## Найкращі бомбардири

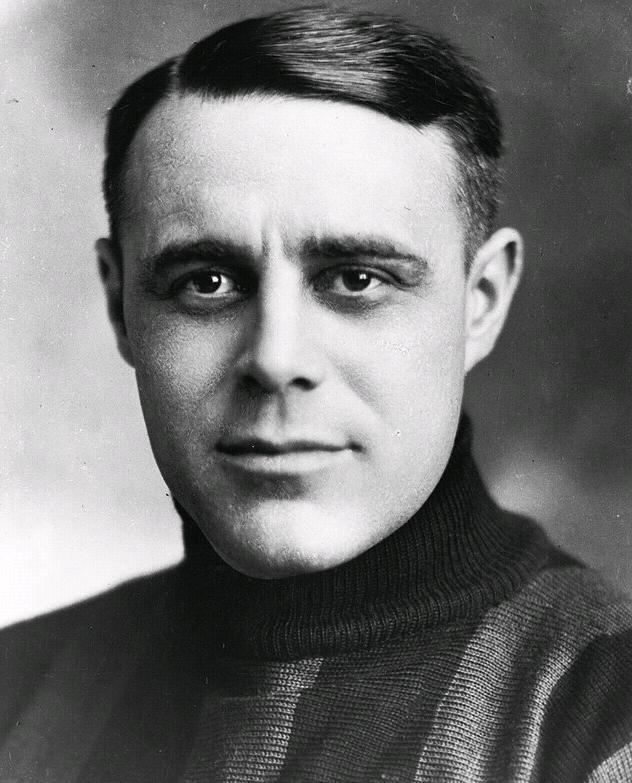
Найкращий бомбардир Джо Мелоун.

| #  | Гравець         | Команда            | І  | Г  | П  | О  | ШХ |
| -- | --------------- | ------------------ | -- | -- | -- | -- | -- |
| 1  | Джо Мелоун      | Монреаль Канадієнс | 20 | 44 | 4  | 48 | 30 |
| 2  | Сі Деннені      | Оттава Сенаторс    | 20 | 36 | 10 | 46 | 80 |
| 3  | Редж Ноубл      | Торонто            | 20 | 30 | 10 | 40 | 35 |
| 4  | Ньюсі Лалонд    | Монреаль Канадієнс | 14 | 23 | 7  | 30 | 51 |
| 5  | Корбетт Деннені | Торонто            | 21 | 20 | 9  | 29 | 14 |
| 6  | Гаррі Камерон   | Торонто            | 21 | 17 | 10 | 27 | 28 |
| 7  | Дідьє Пітр      | Монреаль Канадієнс | 20 | 17 | 6  | 23 | 29 |
| 8  | Едді Жерар      | Оттава Сенаторс    | 20 | 13 | 7  | 20 | 26 |
| 9  | Джек Дарра      | Оттава Сенаторс    | 18 | 14 | 5  | 19 | 26 |
| 10 | Френк Найбор    | Оттава Сенаторс    | 10 | 11 | 8  | 19 | 6  |

## Фінал НХЛ
| Дата       | Команда            | ШЗ | Команда            | ШЗ |
| ---------- | ------------------ | -- | ------------------ | -- |
| 11 березня | Монреаль Канадієнс | 3  | Торонто            | 7  |
| 13 березня | Торонто            | 3  | Монреаль Канадієнс | 4  |

«Торонто» переміг 10:7.

## Фінал Кубка Стенлі
Незважаючи на те, що найкращий результат серед бомбардирів показав нападник «Ванкверу» Міккі Маккей — 7 закинутих шайб та 6 результативних передач, загальну перемогу в серії здобув клуб з Торонто 3:2.
| 1                           | 20 березня | Торонто  | 5–3 | Ванкувер |
| 2                           | 23 березня | Ванкувер | 6–4 | Торонто  |
| 3                           | 26 березня | Торонто  | 6–3 | Ванкувер |
| 4                           | 28 березня | Ванкувер | 8–1 | Торонто  |
| 5                           | 30 березня | Торонто  | 2–1 | Ванкувер |
| Торонто переміг у серії 3:2 |            |          |     |          |